# Káldi Nóra
Káldi Nóra, olykor Káldy (Budapest, 1943. november 18. – Budapest, 1993. augusztus 6.) Jászai Mari-díjas magyar színművésznő.

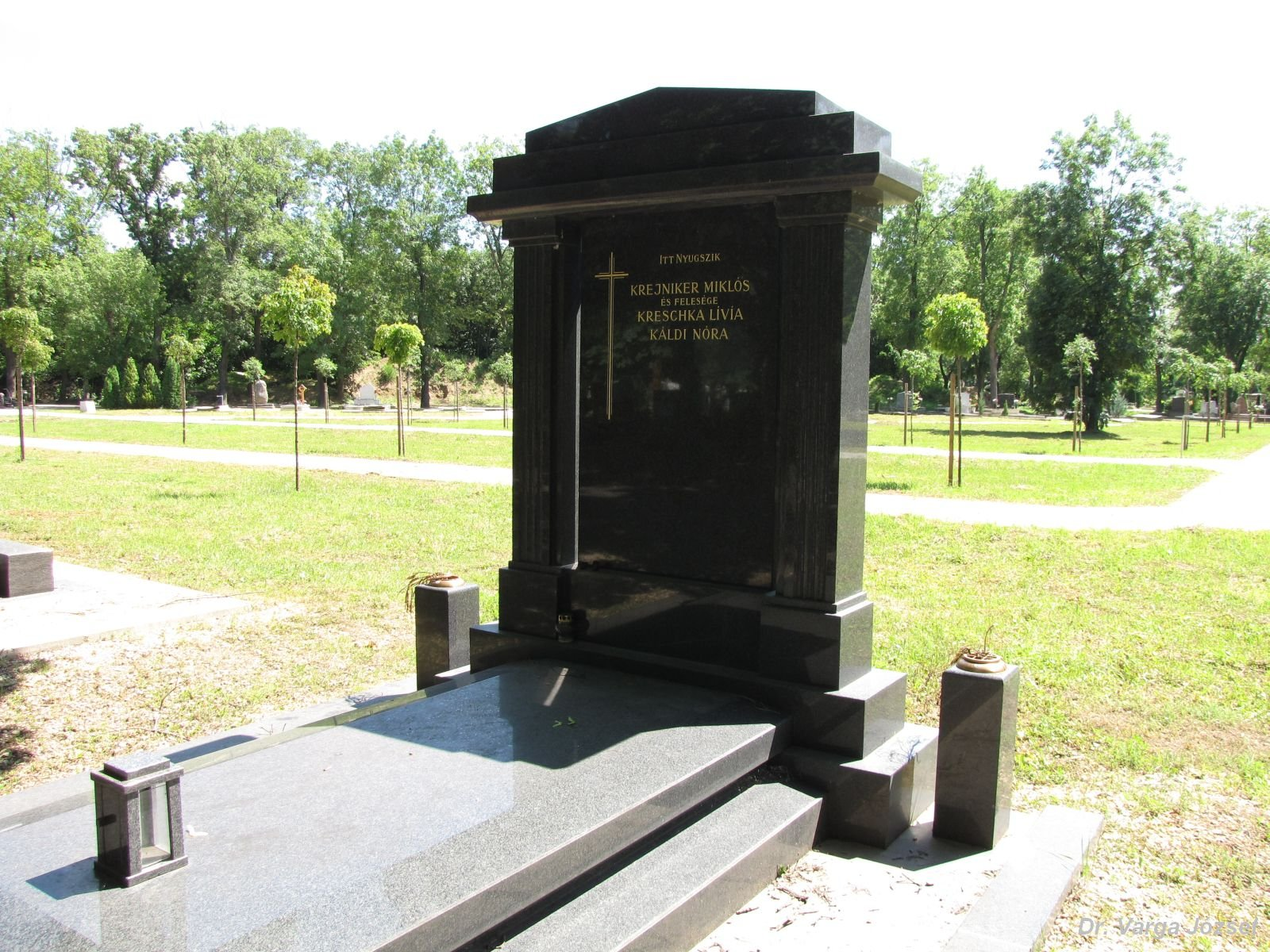
Káldi Nóra sírja az Óbudai temető 31-es parcellájában

## Életpályája
1966-ban végzett a Színház- és Filmművészeti Főiskolán, Várkonyi Zoltán növendékeként. Először a Miskolci Nemzeti Színházhoz szerződött, majd 1967-től 1969-ig a szolnoki Szigligeti Színházban, 1969–82 között pedig a Madáchban játszott, ahová annak igazgatója személyesen hívta meg a Vérnász szolnoki előadása után. 1983-tól haláláig, 1993-ig a József Attila Színház tagja volt. Eleinte az alkatához illő – de többnyire nem túl kedves – naivák megformálója, később főleg karakterszerepeket alakított, rendszerint kosztümös színdarabokban és filmekben.
Juhász Jácinttal évekig vezették a Cimbora című irodalmi magazint.
Gyermekei: Horváth Barbara dramaturg, Horváth Virgil színész. Második férje rövid ideig Kálmán György volt.

## Színpadi szerepek
- Móricz Zsigmond: Nem élhetek muzsikaszó nélkül (Pólika szerepében)
- Ibsen: Hedda Gabler (Elvstedné szerepében)
- Szokolay: Vérnász (n.a.)
- Molière: A mizantróp (Eliante szerepében)
- Hamilton: Gázláng (Mrs. Manningham szerepében)
- Shaw: Warrenné mestersége (Vivie szerepében)
- Gorkij: Az öreg (Szófia Markovna szerepében)
- Shakespeare: III. Richárd (Lady Anna szerepében)
- Bródy Sándor: A tanítónő (a kántorkisasszony szerepében)
- Pinter: Árulás (Emma szerepében)
- Kaló Flórián: A kitaszított (Éva szerepében)
- Slade: Váratlan találkozások (Amy Ruskin szerepében)
- Katajev – Aldobolyi Nagy György: Bolond vasárnap (Dr. Sokkova szerepében)
- Brian Clark: Mégis kinek az élete? (Anderson szerepében)
- Szép Ernő: Vőlegény (Duci szerepében)

## Filmjei

### Játékfilmek
- Butaságom története (1965)
- Zöldár (1965)
- Szerelmes biciklisták (1965)
- Hat nap (1966)
- Szevasz, Vera! (1967)
- Tízezer nap (1967)
- A nagy kék jelzés – avagy a hűség jutalma (1969)
- Szerelem (1971)
- Hangyaboly (1971)
- Elszabadult idő (1972)
- A locsolókocsi (1973)
- A szerelem határai (1973)
- Pókháló (1973)
- Tűzgömbök (1975)
- Ballagó idő (1975)
- Apám néhány boldog éve (1977)
- A néma dosszié (1977)
- Egy erkölcsös éjszaka (1977)
- BUÉK! (1978)
- A svéd, akinek nyoma veszett (Judy Winter szinkronhangja) (1980)
- Requiem (Frajt Edit szinkronhangja) (1981)
- Rohanj velem! (1982)
- Játszani kell (Maggie Smith magyar hangja) (1984)
- Csak egy mozi (1985)

### Tévéfilmek
- A ravaszdi lány és az IBUSZ vendégek (1967)
- Bors (1968)
- Kedd, szerda, csütörtök (1970)
- Tisztújítás (1970)
- Pillangó (1971)
- Dorottya (1973)
- Rejtélyes égitest (1974)
- Gulliver a törpék országában (1974)
- Vivát, Benyovszky! 1–13. (1975)
- Lincoln Ábrahám álmai (1976)
- A zöldköves gyűrű (1977)
- Haszontalanok (1977)
- Münchhausen Fantáziaországban (1978)
- A tanszék (1982)[6]
- Régimódi történet (színházi felvétel) (1982)
- A végzet asszonya (Telepódium) (1983)
- Kémeri 1–5. (1985)
- Széchenyi napjai (1985)
- Nóra (1986) (Ibsen-adaptáció)
- A megoldás (1987)
- Bécsi ezüst (1991)

## Szinkronszerepei

### Sorozatszinkronok
| sorozatcím                  | szinkronizált színész | szerep                                   |
| --------------------------- | --------------------- | ---------------------------------------- |
| A tavasz tizenhét pillanata | Jekatyerina Gradova   | Kathie Kien / Katya Kozlova              |
| Alfa holdbázis              | Barbara Bain          | Dr. Helena Russell                       |
| Az Onedin család            | Jessica Benton        | Elizabeth Onedin / Frazer / Lady Fogarty |

### Filmszinkronok
| filmcím                           | szinkronizált színész | szerep           |
| --------------------------------- | --------------------- | ---------------- |
| Ben Hur                           | Hajá Harárit          | Eszter           |
| Családi fészek                    | Claude Jade           | Christine Doinel |
| Gondolkodó robotok                | Claude Jade           | Penny Vanderwood |
| A profi                           | Cyrielle Clair        | Alice Ancelin    |
| Magas szőke férfi felemás cipőben | Mireille Darc         | Christine        |
| A magas szőke férfi visszatér     | Mireille Darc         | Christine        |
| Kis nagy ember                    | Faye Dunaway          | Mrs. Pendrake    |
| Kínai negyed                      | Faye Dunaway          | Evelyn Mulwray   |
| Ford Fairlane kalandjai           | Priscilla Presley     | Colleen Sutton   |

## Hangjátékok
- Molère: Scapin furfangjai (1972)
- Török Tamás: Futballfantázia (1975)
- Aldous Huxley: Légnadrág és társai (1971)
- Jack London: Aranyásók Alaszkában (1971)
- Eötvös József: Éljen az egyenlőség! (1977)
- Tóth Bálint: A niklai nemzetes úr (1982)
- Hamupipőke (1983) – Keresztanya
- Kellér Andor: A rulettkirály (1983)

## Kép és hang
- Macskainduló
- Válás

## Díjak
- Jászai Mari-díj (1982)
- Erzsébet-díj (1990)